# Enzo Gaggi
Enzo Gaggi (Rafaela, provincia de Santa Fe, Argentina; 14 de enero de 1998) es un futbolista argentino. Juega como mediocampista y su equipo actual es Gimnasia y Esgrima de Mendoza de la Primera Nacional de Argentina.

## Trayectoria
Gaggi inició su carrera en Atlético de Rafaela. Debutó profesionalmente el 28 de mayo de 2017 durante un partido de la Primera División con Belgrano, siendo la primera de cinco apariciones en la liga para el club en la temporada 2016-17, que resultó en su descenso a Primera B Nacional. Posteriormente, Gaggi participó en quince ocasiones durante la campaña de la Primera B Nacional 2018-19. 
En la temporada 2019-20, fue cedido a Central Norte del Torneo Federal A, donde anotó cuatro goles en quince apariciones. Regresó a Rafaela el 30 de junio de 2020, en medio de un conflicto con Central Norte por ingresos impagos.
En la temporada 2021, fue fichado por Defensores de Belgrano de la Primera B Nacional, sumando 12 apariciones.Luego, en 2022, se unió a Chaco For Ever también en la Primera B, donde jugó 25 partidos y anotó 3 goles.
En 2023, obtuvo su primera experiencia internacional al ser fichado por el Volos NFC de la Superliga de Grecia. En dicho equipo disputó 15 partidos y anotó un gol contra Atromitos de Atenas en una victoria 2-1.
En 2023, regreso al su país natal tras ser cedido a Godoy Cruz de la Primera División de Argentina, aunque su participación fue muy limitada, disputando solo 4 partidos.
Para 2024, fue fichado por Delfín de la Serie A de Ecuador.
A principios de enero de 2025, el jugador se incorporó como refuerzo del Gimnasia y Esgrima de Mendoza para disputar la Primera Nacional 2025.

## Estadísticas

### Clubes
| Club                             | Div.          | Temporada     | Liga  | Liga  | Copas nacionales | Copas nacionales | Copas internacionales | Copas internacionales | Total | Total |
| Club                             | Div.          | Temporada     | Part. | Goles | Part.            | Goles            | Part.                 | Goles                 | Part. | Goles |
| -------------------------------- | ------------- | ------------- | ----- | ----- | ---------------- | ---------------- | --------------------- | --------------------- | ----- | ----- |
| Atlético Rafaela Argentina       | 1.ª           | 2016-17       | 5     | 0     | 2                | 0                | —                     | —                     | 7     | 0     |
| Atlético Rafaela Argentina       | 2.ª           | 2017-18       | 15    | 0     | 1                | 0                | —                     | —                     | 16    | 0     |
| Atlético Rafaela Argentina       | 2.ª           | 2018-19       | 9     | 0     | —                | —                | —                     | —                     | 9     | 0     |
| Atlético Rafaela Argentina       | Total club    | Total club    | 29    | 0     | 3                | 0                | 0                     | 0                     | 32    | 0     |
| Central Norte Argentina          | 3.ª           | 2019-20       | 19    | 5     | 2                | 0                | —                     | —                     | 21    | 5     |
| Central Norte Argentina          | Total club    | Total club    | 19    | 5     | 2                | 0                | 0                     | 0                     | 21    | 5     |
| Defensores de Belgrano Argentina | 2.ª           | 2021          | 12    | 0     | —                | —                | —                     | —                     | 12    | 0     |
| Defensores de Belgrano Argentina | Total club    | Total club    | 12    | 0     | 0                | 0                | 0                     | 0                     | 12    | 0     |
| Chaco For Ever Argentina         | 2.ª           | 2022          | 25    | 3     | —                | —                | —                     | —                     | 25    | 3     |
| Chaco For Ever Argentina         | Total club    | Total club    | 25    | 3     | 0                | 0                | 0                     | 0                     | 25    | 3     |
| Volos NFC · Grecia               | 1.ª           | 2022-23       | 15    | 1     | 1                | 0                | —                     | —                     | 16    | 1     |
| Volos NFC · Grecia               | Total club    | Total club    | 15    | 1     | 1                | 0                | 0                     | 0                     | 16    | 1     |
| Godoy Cruz Argentina             | 1.ª           | 2023          | 4     | 0     | —                | —                | —                     | —                     | 4     | 0     |
| Godoy Cruz Argentina             | Total club    | Total club    | 4     | 0     | 0                | 0                | 0                     | 0                     | 4     | 0     |
| Delfín · Ecuador                 | 1.ª           | 2024          | 13    | 1     | 1                | 0                | 5                     | 0                     | 19    | 1     |
| Delfín · Ecuador                 | Total club    | Total club    | 13    | 1     | 1                | 0                | 5                     | 0                     | 19    | 1     |
| Gimnasia (M) Argentina           | 2.ª           | 2025          | 0     | 0     | 0                | 0                | —                     | —                     | 0     | 0     |
| Gimnasia (M) Argentina           | Total club    | Total club    | 0     | 0     | 0                | 0                | 0                     | 0                     | 0     | 0     |
| Total carrera                    | Total carrera | Total carrera | 117   | 10    | 7                | 0                | 5                     | 0                     | 129   | 10    |
| 1. 2.                            |               |               |       |       |                  |                  |                       |                       |       |       |